# Trạng thái mất cân bằng liên kết (LD)
Trong di truyền học quần thể, trạng thái mất cân bằng liên kết (tiếng Anh: linkage disequilibrium) (LD) là sự liên kết không ngẫu nhiên của các alen ở các locus khác nhau trong một quần thể nhất định. Các locus được cho là mất cân bằng liên kết khi tần số liên kết của các alen khác nhau của chúng cao hơn hoặc thấp hơn dự kiến nếu các locus độc lập và liên kết ngẫu nhiên.
Trạng thái mất cân bằng liên kết bị ảnh hưởng bởi nhiều yếu tố, bao gồm chọn lọc tự nhiên, tỷ lệ tái tổ hợp di truyền, tỷ lệ đột biến, phiêu bạt di truyền, hệ thống giao phối, cấu trúc quần thể và liên kết gen. Kết quả là, kiểu mất cân bằng liên kết trong bộ gen là một tín hiệu mạnh mẽ của các quá trình di truyền học quần thể đang cấu trúc nên nó.
Mặc cho tên gọi của nó, trạng thái mất cân bằng liên kết có thể tồn tại giữa các alen ở các locus khác nhau mà không có bất kỳ mối liên kết di truyền nào giữa chúng và không phụ thuộc vào việc tần số alen có ở trạng thái cân bằng hay không (tức là không thay đổi theo thời gian). Hơn nữa, sự mất cân bằng liên kết đôi khi được gọi là trạng thái mất cân bằng giai đoạn giao tử. Tuy nhiên, khái niệm này cũng áp dụng cho sinh vật vô tính và do đó không phụ thuộc vào sự hiện diện của giao tử.

## Khái niệm
Giả sử trong số các giao tử được tạo thành ở một quần thể sinh sản hữu tính, alen A xảy ra với tần số {\displaystyle p_{A}}.